# Morita Tama
Morita Tama (jap. 森田 たま; * 19. Dezember 1894 in Sapporo, Hokkaidō als Muraoka Tama (村岡 たま); † 31. Oktober 1970 in Tokio) war eine Essayistin, deren Bücher zur Zeit des Zweiten Weltkriegs in Japan populär waren. Ab 1962 war sie Abgeordnete im Sangiin.

## Jugend und Ausbildung
Morita Tama wurde als zweite Tochter von Muraoka Jiemon und seiner Frau Yoshino geboren. 1907 schrieb sie sich an der Sapporo-Frauenoberschule ein, war aber aufgrund von Krankheit gezwungen, diese 1909 wieder zu verlassen. 1911 veröffentlichte sie einen kurzen Artikel in dem Literaturjournal Shōjo Sekai (少女世界), der gut aufgenommen wurde. Im selben Jahr heiratete sie und zog mit ihrem Mann nach Tokio.

## Literarische Karriere
1913 wurde sie Schülerin des berühmten Schriftstellers Morita Sōhei (森田 草平). Mit seiner Unterstützung erschien ihr Artikel Katase made (片瀬まで, „An Katase“) im September 1913 in dem Literaturjournal Shinseiki (新世紀). Das Verhältnis zu Morita Sōhei verschlechterte sich jedoch, und ihr Privatleben wurde durch die angeschlagene Beziehung zu ihrem Mann noch weiter kompliziert. 1914 unternahm sie einen Selbstmordversuch am Tempel von Nanko-in Chigasaki.
1916 traf sie den an der Keiō-Universität eingeschriebenen Studenten Morita Shichirō (森田 七郎). Sie ließ sich von ihrem Mann scheiden, heiratete Morita Shichirō und beschloss, das Schreiben aufzugeben. 1923, nach dem Großen Kantō-Erdbeben, zog sie mit ihrem Mann und ihrer Tochter nach Osaka. 1925 kehrten sie für kurze Zeit nach Tokio zurück und eröffneten einen Buchladen, der allerdings bankrottging, woraufhin sie wieder nach Osaka gingen.
1932 besuchte ihr ehemaliger Mentor Morita Sōhei Osaka, und sie schrieb Kimono Kōshoku (着物・好色) an einem Tag. Die Geschichte erschien in Chūō Kōron (中央公論) und markierte ihre Rückkehr in die Welt der Literatur. 
1933 zog sie zurück nach Tokio, wo sie erst in Shibuya, dann in Ushigome lebte. 1939 unternahm sie eine von Chūō Kōron finanzierte Reise nach Shanghai, Nanjing und Hankou in das von Japan besetzte China, um dort Truppen der Kaiserlich Japanischen Armee und der Marine zu interviewen. 1941 kehrte sie nach Hokkaidō zurück und nahm einen Lehrauftrag an der Universität Sapporo an. Im März 1943 wurde sie von der Kaiserlich Japanischen Marine gebeten, das von Japan besetzte Südostasien zu besuchen, sie hielt die Reise allerdings kurz und kehrte bereits im November nach Japan zurück. Ihrem Berater bei der Marine vertraute sie ihren starken Wunsch an, der Krieg möge ein schnelles Ende nehmen, ebenso wie die Sorge um ihren Sohn, der gerade seinen Einberufungsbefehl erhalten hatte. 
1944 zog sie nach Kamakura in die Präfektur Kanagawa, wo ihr Haus im Dezember 1946 in einem starken Sturm niederbrannte. Sie fand ein anderes Haus und lebte weiter in Kamakura, bis sie 1952 nach Aoyama in Tokio zog. 1954 wurde sie als japanische Delegierte für das Internationale P.E.N. Treffen in Amsterdam ausgewählt. 
Nach ihrer Rückkehr begann sie, sich politisch zu engagieren und trat der Liberaldemokratischen Partei bei. Ab 1962 war sie Abgeordnete im Sangiin des Japanischen Parlaments, wo sie sich auf Bildungsthemen, insbesondere die japanischen Sprache betreffend, konzentrierte. Als sie 1968 in den Ruhestand ging, wurde sie mit dem Orden des Heiligen Schatzes (3. Klasse) ausgezeichnet und zog 1969 in ein neues Haus in Meguro um.
Morita Tama verstarb im Alter von 76 Jahren im Keio-Krankenhaus in Tokio.